# Meron (góra)
Góra Meron (hebr. הר מירון, Har Meron; arab. جبل الجرمق, Jabal al-Jarmaq) – szczyt w Górnej Galilei, w północnym Izraelu. Wznosi się na wysokość 1208 metrów n.p.m. Jeśli nie uwzględniamy w terytorium Izraela obszaru spornego Wzgórz Golan, to góra Meron jest najwyższym szczytem w kraju. Góra ma szczególne znaczenie dla żydowskiej tradycji religijnej i jest ściśle chronionym Rezerwatem Przyrody.

## Geografia

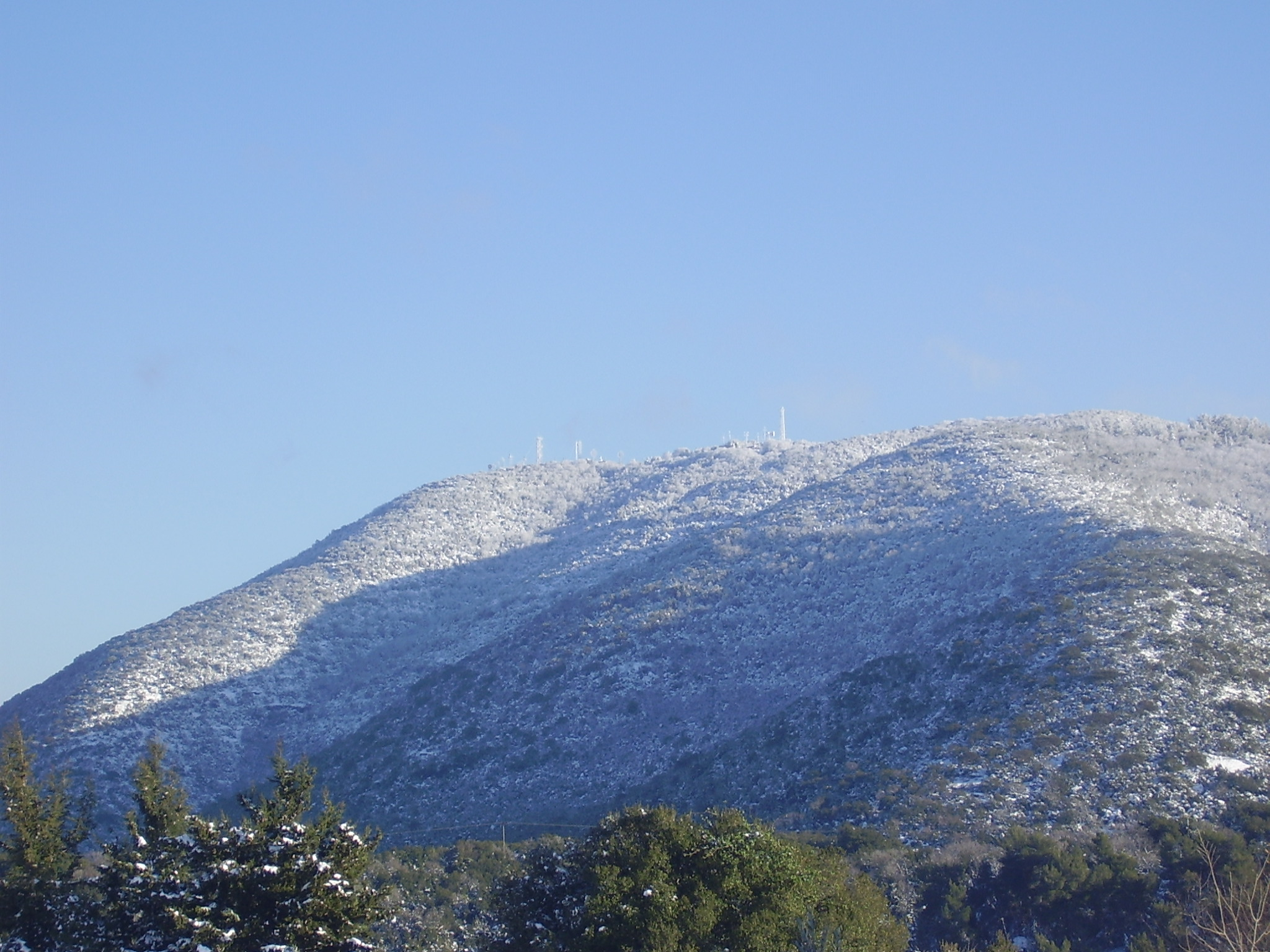
Widok na szczyt góry Meron

Góra Meron leży w środkowej części Górnej Galilei. Jest to duży masyw górski, który rozdziela dział wodny Górnej Galilei od Dolnej Galilei. Na południu opada do Doliny Bet ha-Kerem i Doliny Chananija. Na wschodzie przebiega wąska i głęboka dolina, której dnem płynie strumień Amud. Dolina ta oddziela masyw góry Meron od góry Kanaan, na której rozciąga się miasto Safed. Na północy góra Meron opada do pagórkowatej krainy Górnej Galilei, która rozciąga się aż do terytorium Libanu. Na zachodzie jest przecięta stromymi dolinami, których dnem płyną strumienie Moran i Szfanim.
Góra Meron składa się z głównego szczytu o wysokości 1208 metrów n.p.m. i kilku szczytów bocznych, które razem tworzą centralną część masywu. Tymi szczytami są: Har Nerija (ponad 1100 m n.p.m.), Har Bar Jochaj (1151 m n.p.m.), Har Afa'jim (1106 m n.p.m.), Har Zeved (1006 m n.p.m.) i Har Chesed (948 m n.p.m.). Stanowią one centralną część masywu górskiego Meron, który w swojej szczytowej części tworzy duży bezleśny płaskowyż. Ze wszystkich zboczy góry Meron spływają liczne strumienie i potoki.

### Klimat
Góra ma klimat śródziemnomorski, który charakteryzuje się gorącymi i suchymi latami oraz zimnymi i deszczowymi zimami. Średnia temperatura latem wynosi 20 °C, a zimą 10,9 °C (średnia z lat 1988-2000). Suma rocznych opadów atmosferycznych wynosi 682 mm. Kilka razy w roku na górze pada śnieg, jednak nie utrzymuje się dłużej niż kilka dni.

## Tradycja
Góra jest ważnym religijnie miejscem dla Żydów. Na jej północnych stokach znajduje się moszaw Meron, w którym według tradycji pochowano szczątki Hillela, Szammaja i dwudziestu innych słynnych rabinów. Francuski rabin Samuel ben Samson odwiedził Mirun w 1210 i potwierdził obecność grobów Szymona bar Jochaja i jego syna Eleazara. Od XIII wieku Meron było najczęstszym celem żydowskich pielgrzymek w Palestynie.

## Turystyka
W 1965 na obszarze 8400 hektarów utworzono Rezerwat Przyrody Góry Meron. W 2005 rezerwat poszerzono o dodatkowe 119,9 ha. Jest to największy i zarazem najwyżej położony rezerwat przyrody w Izraelu.
Góra ma strome zbocza i nie można swobodnie wejść na nią z każdego kierunku. Główne szlaki turystyczne prowadzą od strony zachodniej i północnej.

## Wojsko
Na szczycie góry znajduje się baza wojskowa ze stacją radarowe Sił Powietrznych Izraela.